# Copaifera panamensis
Copaifera panamensis, tiếng Anh thường gọi là Cabimo là một loài thực vật có hoa thuộc họ đậu, Fabaceae, là loài đặc hữu của Panama. Chúng hiện đang bị đe dọa vì mất môi trường sống.